# Guernseylilien
Die Guernseylilien oder Nerinen (Nerine) sind eine Pflanzengattung aus der Familie der Amaryllisgewächse (Amaryllidaceae). Die 22 bis 30 Arten sind im südlichen Afrika verbreitet. Den Namen Guernseylilien haben die Arten von der Art Nerine sarniensis, bei der Guernsey ein Hauptanbaugebiet wurde.

## Beschreibung

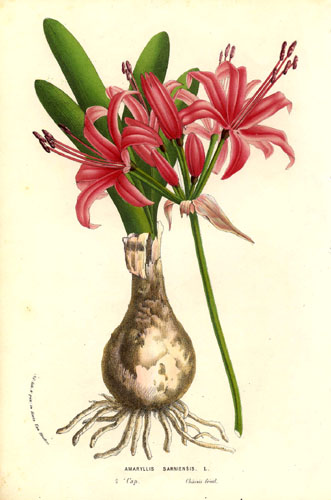
Illustration von Nerine sarniensis

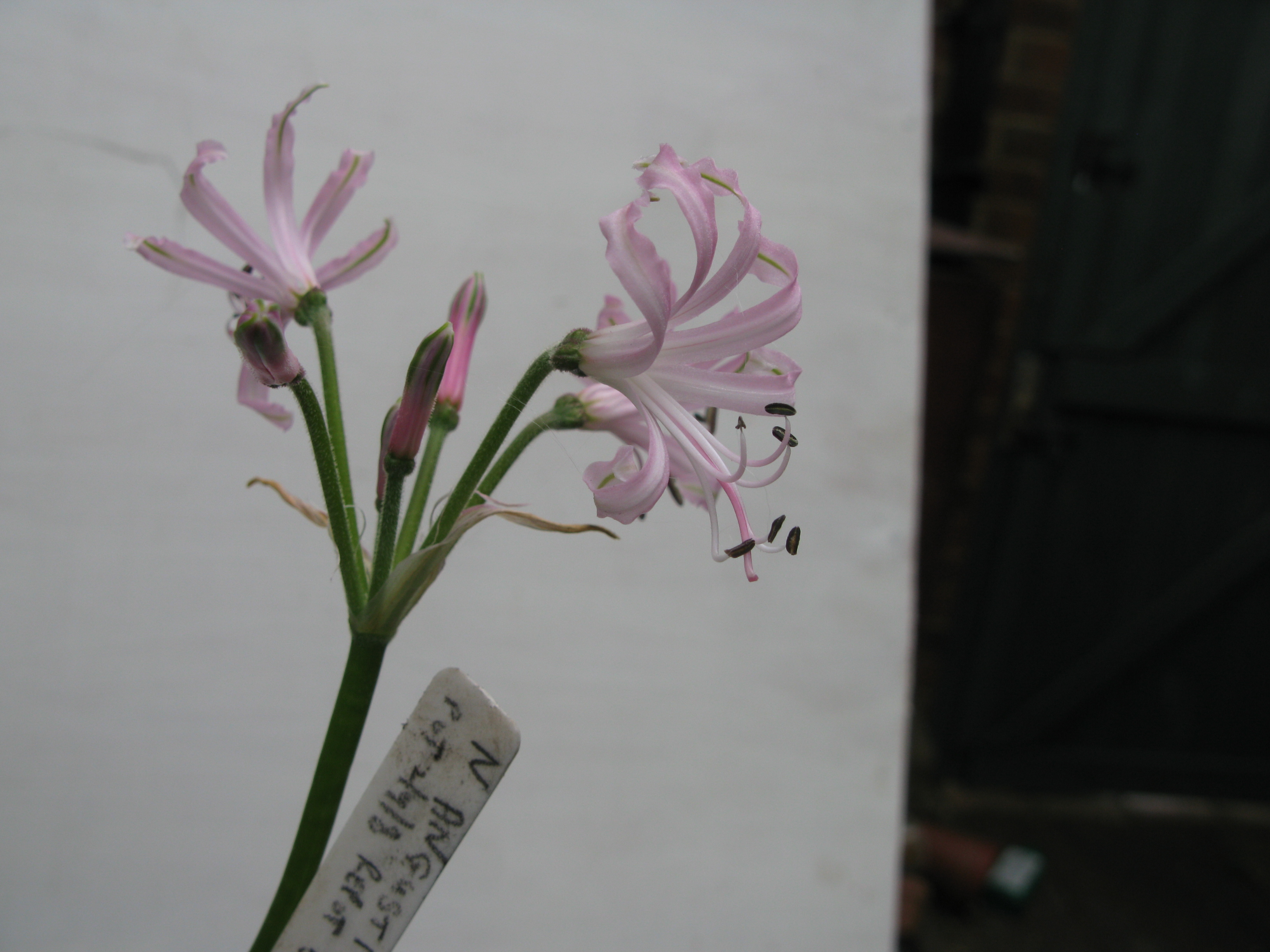
Blütenstand von Nerine angustifolia

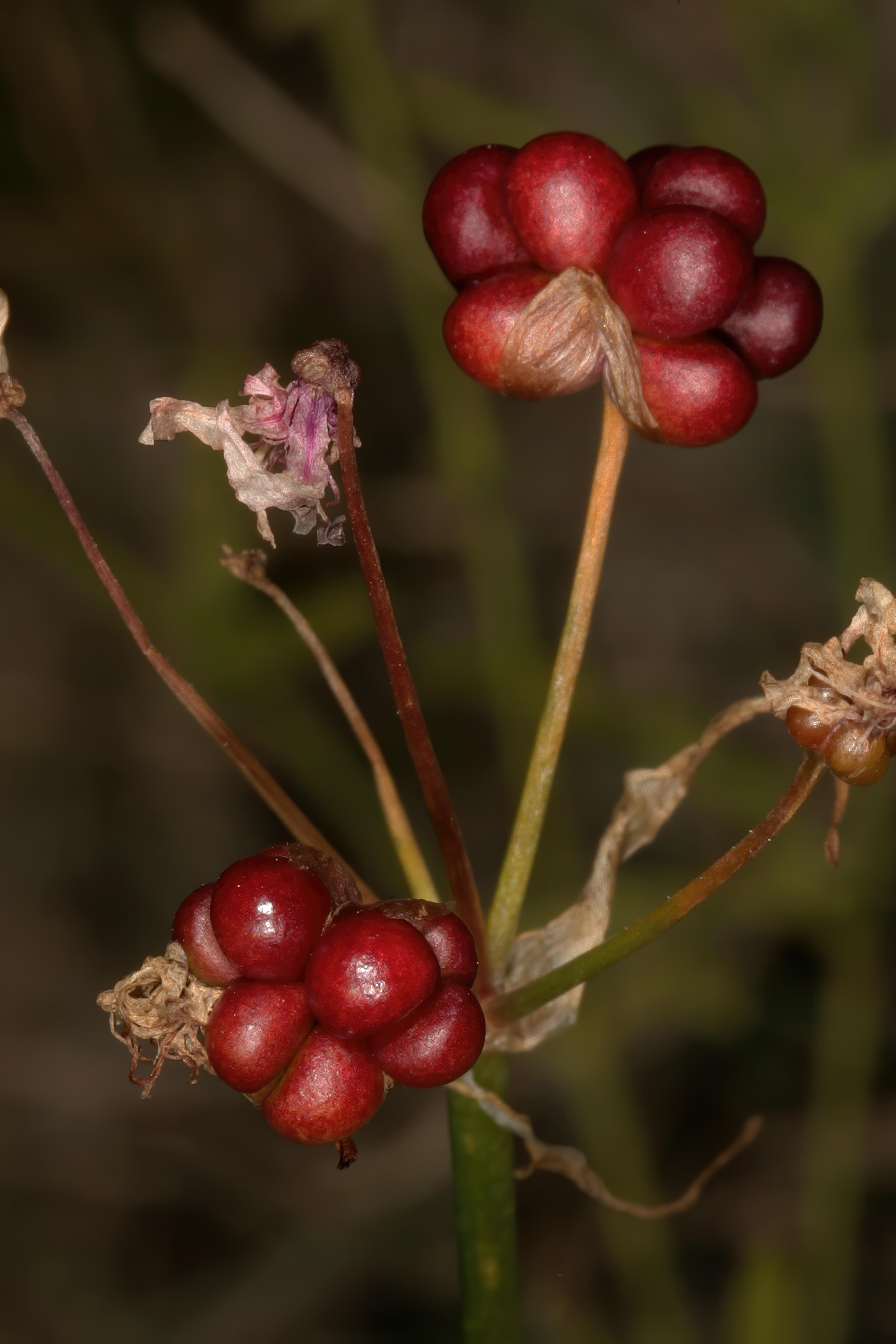
Früchte von Nerine frithii

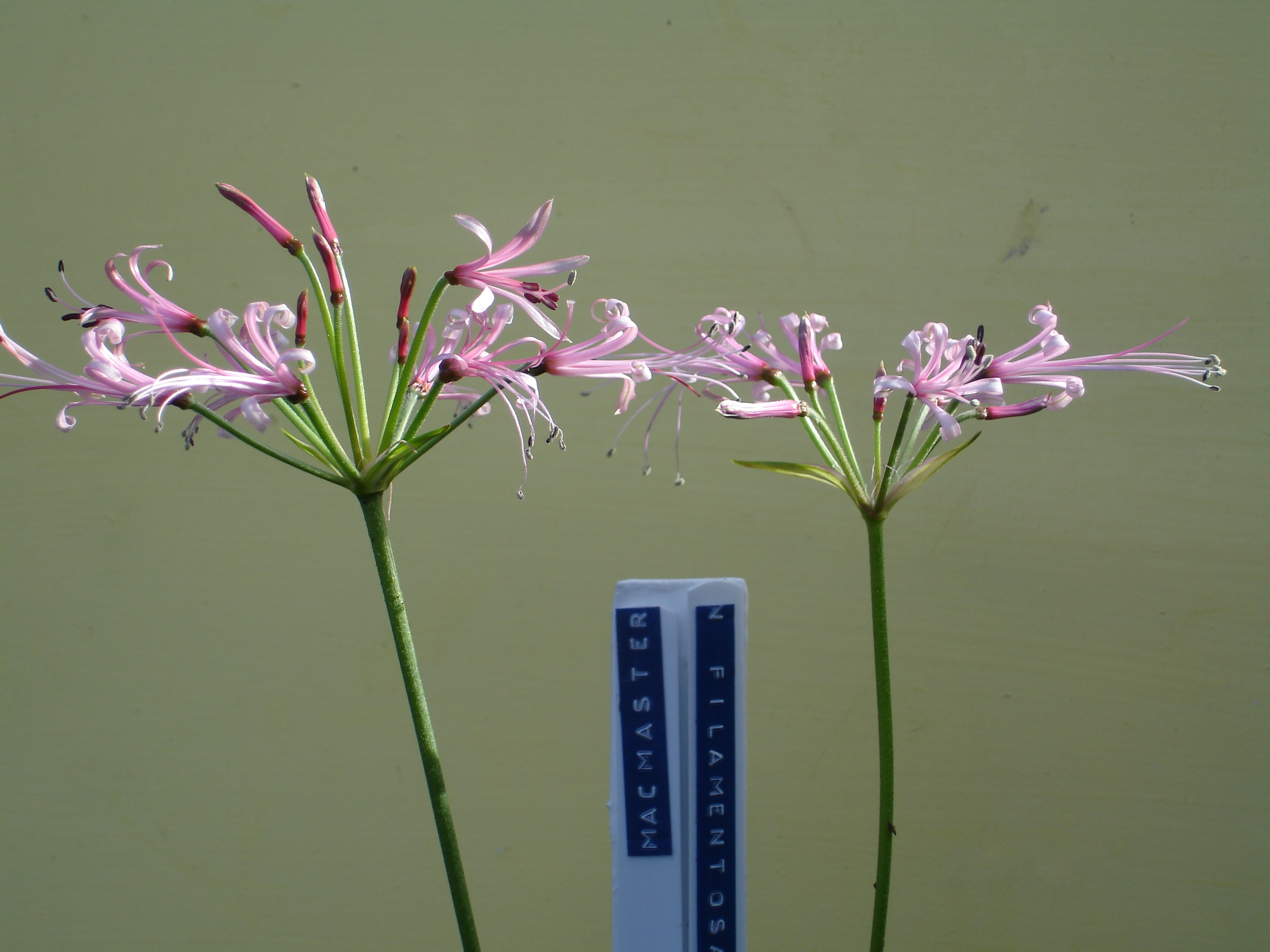
Blütenstände von Nerine filamentosa

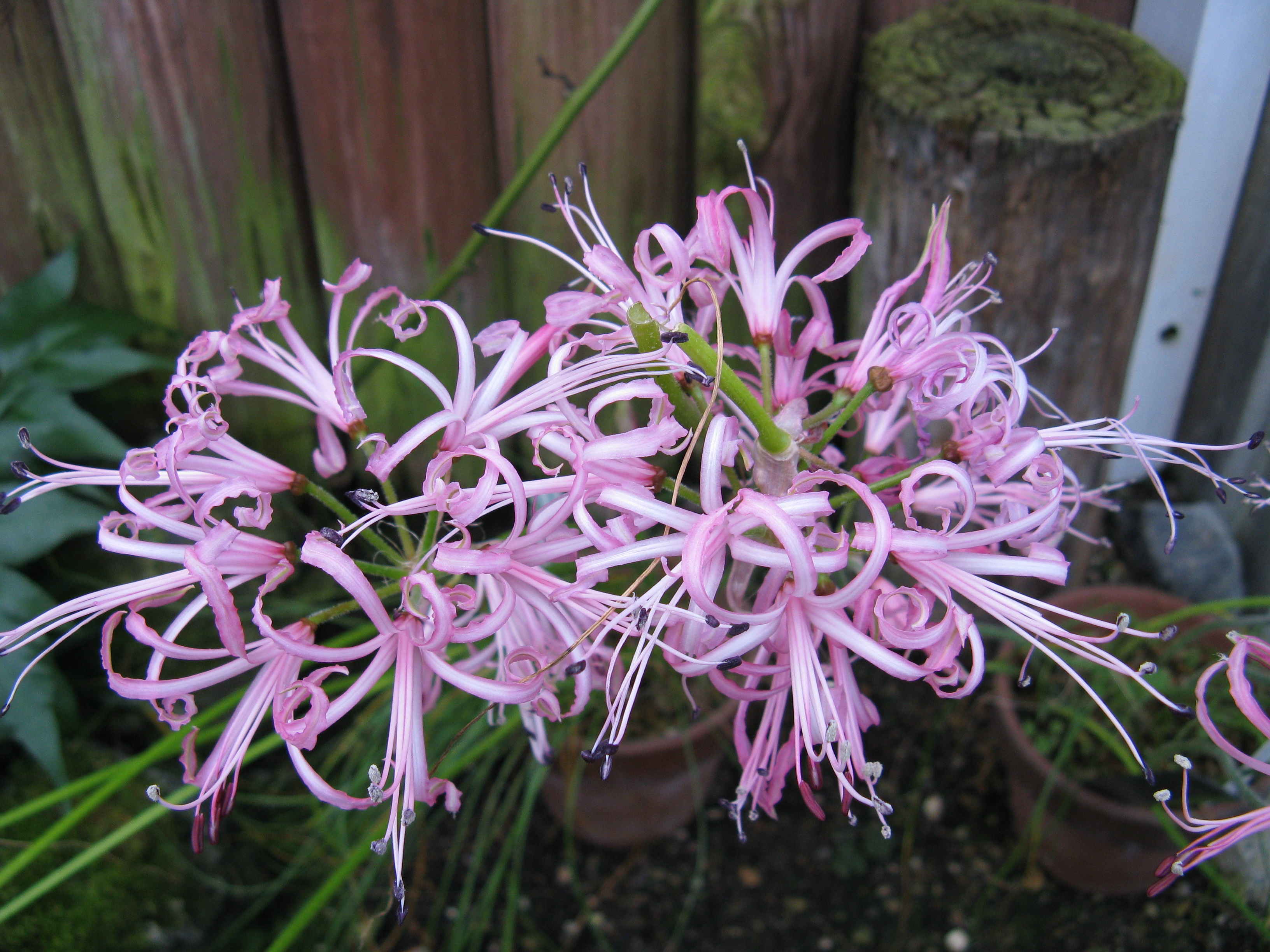
Blütenstände von Nerine filifolia

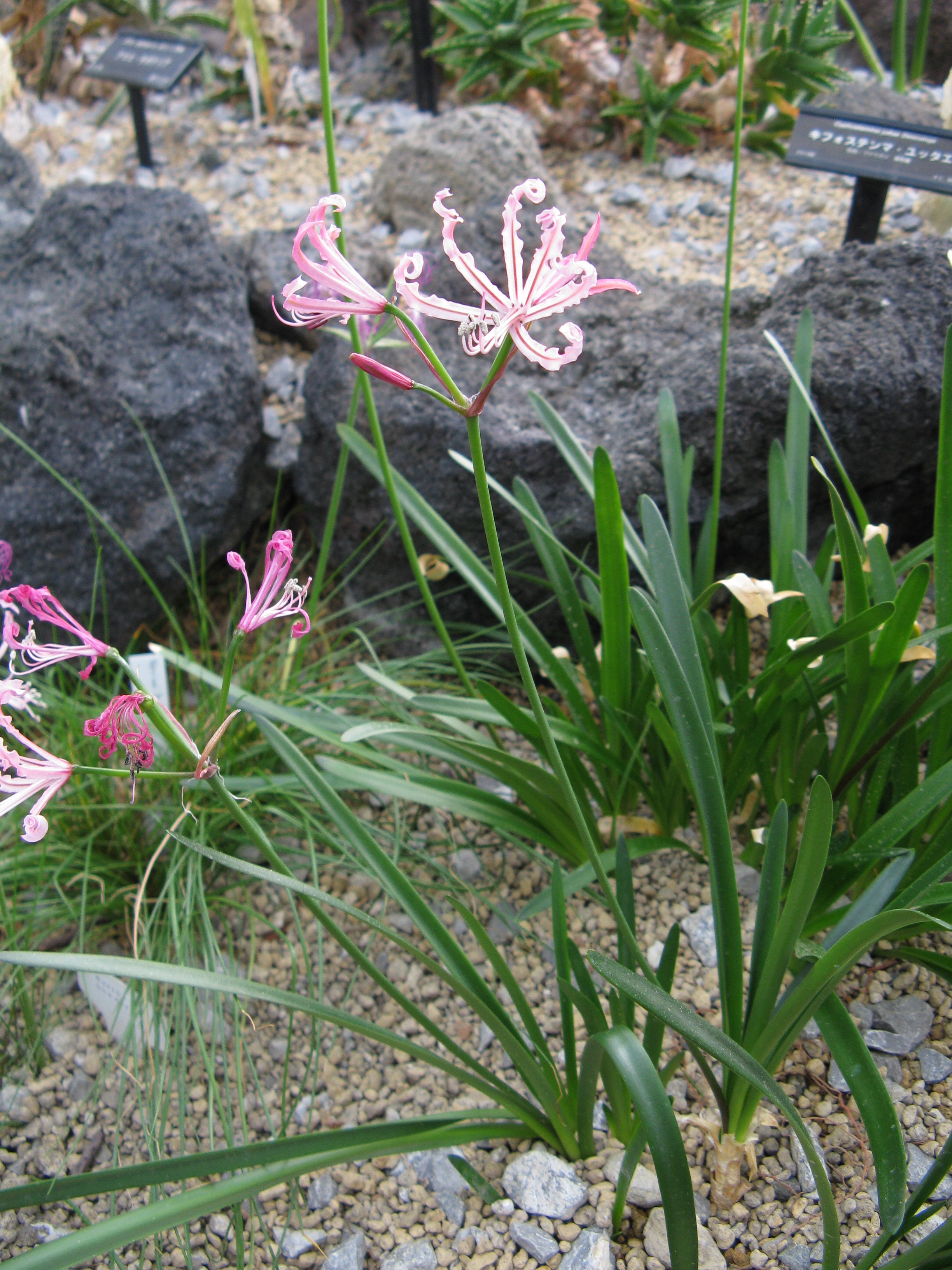
Nerine humilis

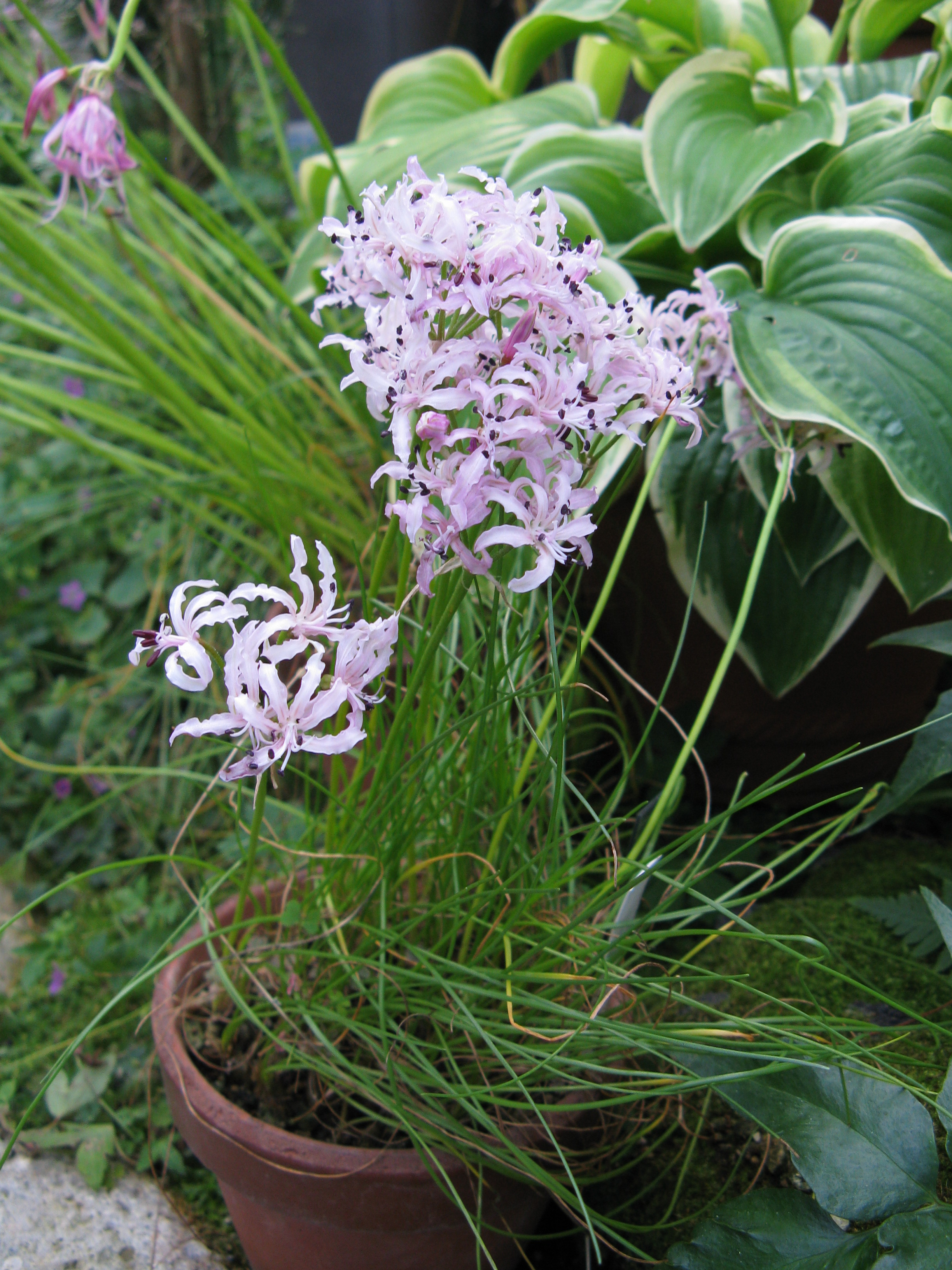
Nerine masoniorum

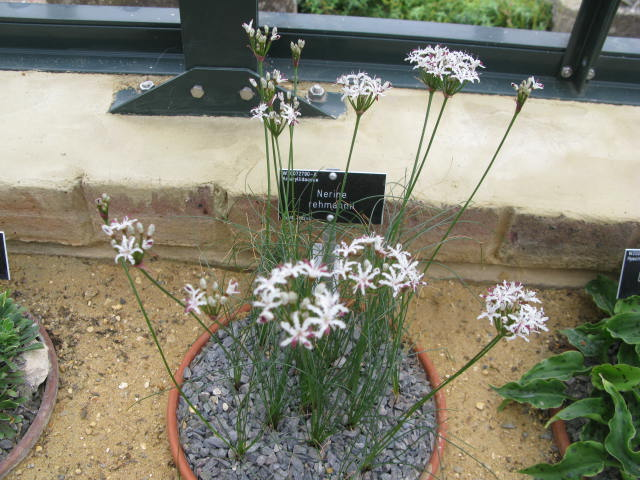
Habitus und Blütenstände von Nerine rehmannii

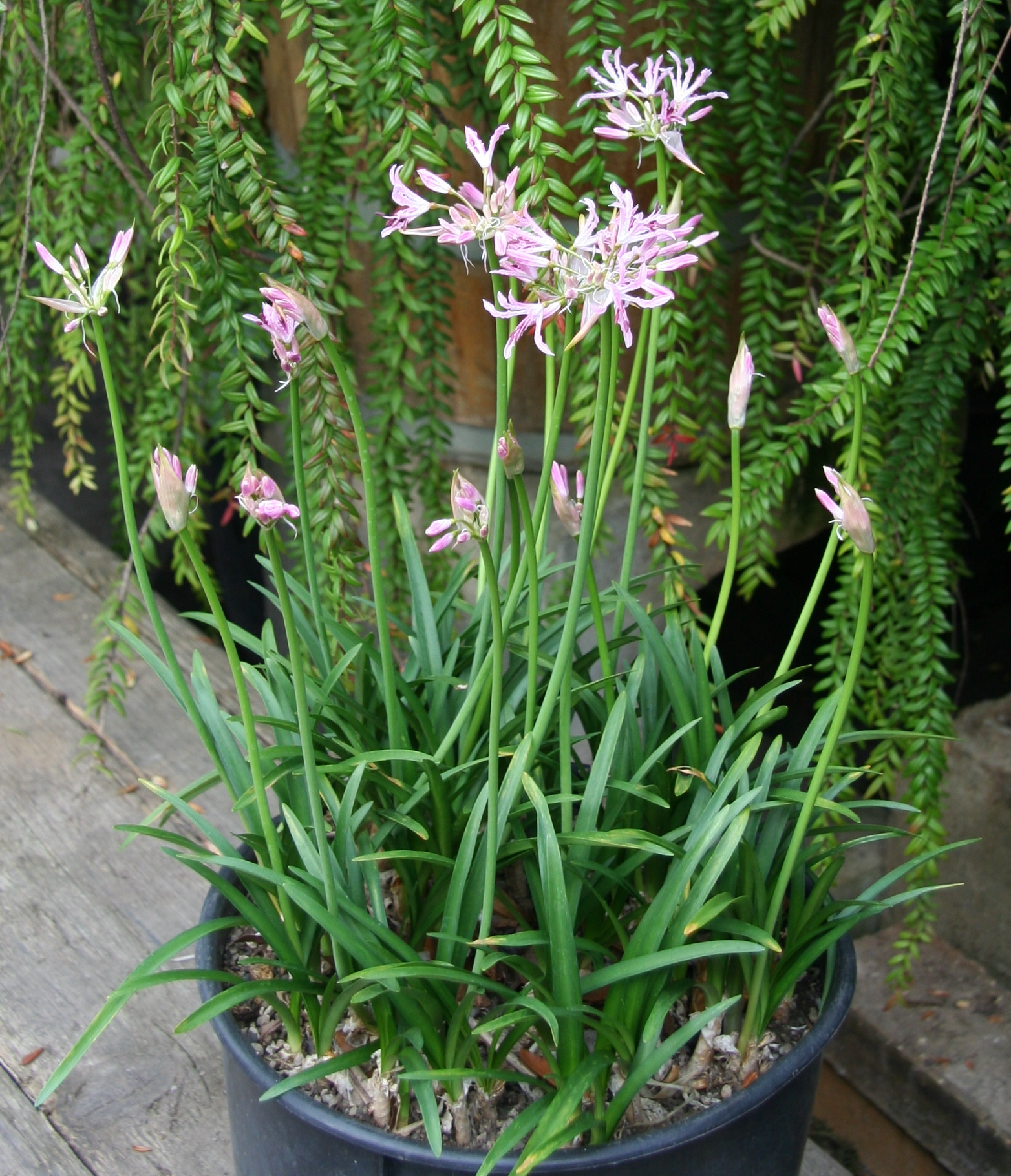
Nerine undulata

### Erscheinungsbild und Blätter
Nerine-Arten sind ausdauernde krautige Pflanzen. Diese Geophyten bilden Zwiebeln als Überdauerungsorgane. Es gibt immergrüne Arten und Arten, die nur im Winter oder im Sommer Blätter ausbilden. Die grundständigen und wechselständigen Laubblätter sind ungestielt. Die einfache, parallelnervige Blattspreite ist linear oder lanzettlich. Der Blattrand ist glatt.

### Blütenstände und Blüten
Es werden meist doldigen Blütenstände gebildet. Es sind meist zwei Tragblätter vorhanden.
Die zwittrigen, dreizähligen Blüten sind mehr oder weniger zygomorph. Die sechs freien Blütenhüllblätter sind gleichgestaltet (Tepalen, Perigon) und relativ schmal. Der Rand der Blütenhüllblätter ist meist gewellt. Die Farbpalette der Blüten reicht je nach Art von scharlach- und karmesinrot bis hellrosafarben und weiß.

### Früchte und Samen
Die fast kugeligen Kapselfrüchte öffnen sich lokulizid und enthalten je Fruchtfach einen oder wenige Samen.

### Inhaltsstoffe
Die Nerine-Arten sind giftig und enthalten Lycorin.

## Systematik und Verbreitung
Das ursprüngliche Verbreitungsgebiet der Gattung Nerine ist das südliche Afrika. Viele Arten sind Florenelemente der Capensis. Die größte Artenvielfalt ist in Südafrika zu finden, insbesondere im Sommerregengebiet der Provinz Ostkap. Mehrere Arten sind in einem sehr eng umgrenzten Gebiet endemisch. Die Arten kommen in allen südafrikanischen Provinzen sowie in Lesotho und Eswatini vor. Einzelne weiter verbreitete Arten wachsen auch in Namibia und Botswana.
Die Gattung Nerine wurde 1820 durch William Herbert in Botanical Magazine; or, Flower-Garden Displayed ... London, Tafel 2124 aufgestellt. Der Gattungsname Nerine ist von den griechischen Meernymphen, den Nereiden abgeleitet. Ein Synonym für Nerine Herb. ist Imhofia Heist.
Die Gattung Nerine gehört zur Subtribus Strumariinae aus der Tribus Amaryllideae in der Unterfamilie Amaryllidoideae innerhalb der Familie der Amaryllidaceae. Früher wurde sie auch in die Familie der Liliaceae eingeordnet.
Es gibt 22 bis 26 (früher bis zu 30) Arten in der Gattung Nerine:
- Nerine angustifolia (Baker) W.Watson: Sie ist in Lesotho, Eswatini und den südafrikanischen Provinzen Ostkap, Free State, Gauteng, KwaZulu-Natal sowie Mpumalanga verbreitet. Sie gedeiht in Sommerregengebieten. Sie wird 2004 in der Roten Liste der gefährdeten Arten Südafrikas als „least concern“ = „nicht gefährdet“ eingestuft.[3][2]
- Nerine appendiculata Baker: Sie kommt im Ostkap sowie in KwaZulu-Natal vor. Die Bestände gelten als stabil. Sie wird in der Roten Liste der gefährdeten Arten Südafrikas als „least concern“ = „nicht gefährdet“ eingestuft.[3][2]
- Nerine bowdenii W.Watson: Sie kommt von den südlichen Drakensbergen bis King William’s Town im Ostkap sowie KwaZulu-Natal vor. Sie gedeiht auf subalpinen Wiesen sowie im Drakensberg-Amathole afromontanen Fynbos in kühlen, feuchten Vertiefungen von Felswänden und steilen Hängen mit Ansammlungen von tiefgründigen humosen Böden. Die bekannten neun Fundorte enthalten jeweils nur eine geringe Anzahl von Exemplaren. Da die Fundorte unzugänglich sind gelten die Bestände als stabil. Sie wurde in der Roten Liste der gefährdeten Pflanzenarten Südafrikas als „rare“ = „selten, aber nicht gefährdet“ bewertet.[3] Die Art umfasst zwei Unterarten.[2]
- Nerine filamentosa W.F.Barker: Sie kommt im Ostkap vor. Die Bestände gelten als stabil. Sie wird in der Roten Liste der gefährdeten Arten Südafrikas als „least concern“ = „nicht gefährdet“ eingestuft.[3][2]
- Nerine filifolia Baker (Syn.: Nerine filifolia var. parviflora W.F.Barker, Nerine parviflora (W.F.Barker) Traub): Sie kommt im Ostkap vor. Die Bestände gelten als stabil. Sie wird in der Roten Liste der gefährdeten Arten Südafrikas als „least concern“ = „nicht gefährdet“ eingestuft.[3][2]
- Nerine frithii L.Bolus: Sie kommt in den südafrikanischen Provinzen Free State, Nordkap sowie North West vor. Die Bestände gelten als stabil. Sie wird in der Roten Liste der gefährdeten Arten Südafrikas als „least concern“ = „nicht gefährdet“ eingestuft.[3][2]
- Nerine gaberonensis Bremek. & Oberm.: Sie ist vom südöstlichen Botswana bis zu den nördlichen südafrikanischen Provinzen Limpopo, Nordkap sowie North West verbreitet. Sie wird in der Roten Liste der gefährdeten Arten Südafrikas als „least concern“ = „nicht gefährdet“ eingestuft.[3][2]
- Nerine gibsonii K.H.Douglas: Dieser Endemit kommt nur in Cala sowie Engcobo im Ostkap vor. Er gedeiht in hochgelegenen Wiesen zwischen Felsen. Es sind nur vier Fundorte bekannt. Die Habitate sind degradiert und überweidet. Trotzdem gelten die Bestände als stabil. Sie wird 2011 in der Roten Liste der gefährdeten Pflanzenarten Südafrikas als „vulnerable“ = „gefährdet“ eingestuft.[3][2]
- Nerine gracilis R.A.Dyer: Die höchsten zehn Fundorte verteilen sich zwischen Belfast und Ermelo bis Wolmaransstad in den südafrikanischen Provinzen Free State, Mpumalanga sowie North West. Sie gedeiht in hügeligen Grasländern in sumpfigen Gebieten. An einem Fundort in Mpumalanga, an dem man das Weidevieh entfernt hat, gibt es Millionen von Exemplaren. In den anderen Fundorte nehmen die Bestände aus unterschiedlichen Gründen ab. In Vaal Dam wurden 2002 keine Exemplare gefunden, es gibt aber von dort Berichte zwischen 1977 und 1988. Sie wird 2013 in der Roten Liste der gefährdeten Pflanzenarten Südafrikas als „vulnerable“ = „gefährdet“ eingestuft.[3][2]
- Nerine hesseoides L.Bolus: Sie kommt in den südafrikanischen Provinzen Nordkap, North West Free State vor. Sie wird in der Roten Liste der gefährdeten Arten Südafrikas als „least concern“ = „nicht gefährdet“ eingestuft.[3]
- Nerine humilis (Jacq.) Herb.: Sie kommt in den südafrikanischen Provinzen Ost- sowie Westkap vor. Sie wird in der Roten Liste der gefährdeten Arten Südafrikas als „least concern“ = „nicht gefährdet“ eingestuft.[3][4]
- Nerine huttoniae Schönland: Sie kommt nur im Gebiet Great Fish River Floodplain im Ostkap vor. Die Bestände sind gefährdet. Sie wird in der Roten Liste der gefährdeten Pflanzenarten Südafrikas als „vulnerable“ = „gefährdet“ eingestuft.[3]
- Nerine krigei W.F.Barker: Sie kommt in den südafrikanischen Provinzen Gauteng sowie Mpumalanga vor. Sie wird in der Roten Liste der gefährdeten Arten Südafrikas als „least concern“ = „nicht gefährdet“ eingestuft.[3][2]
- Nerine laticoma (Ker Gawl.) T.Durand & Schinz: Sie wird in der Roten Liste der gefährdeten Arten Südafrikas als „least concern“ = „nicht gefährdet“ eingestuft.[3] Sie ist vom südlichen Simbabwe über Namibia und in weiten Teilen Südafrikas verbreitet.[2]
- Nerine macmasteri G.D.Duncan: Sie wurde 2016 aus dem Ostkap erstbeschrieben. Sie wurden bisher nur auf zwei Farmsen in der Nähe von Cathcart im Vorgebirge der Amatola-Berge gefunden.[5]
- Nerine marincowitzii Snijman: Sie ist nur von einem Fundort Leeu-Gamka im Westkap bekannt. Der Bestand wird besonders durch Weidewirtschaft beeinträchtigt. Sie wird in der Roten Liste der gefährdeten Pflanzenarten Südafrikas als „vulnerable“ = „gefährdet“ eingestuft.[3]
- Nerine masoniorum L.Bolus: Es waren nur zwei Fundorte bei Umtata in der Provinz Ostkap bekannt, einer davon wurde 2000 als zerstört gemeldet. Sie wird in der Roten Liste der gefährdeten Pflanzenarten Südafrikas als „Critically Endangered“ = „vom Aussterben bedroht“ bewertet.[3]
- Nerine pancratioides Baker: Es sind vermutlich noch 10 bis 15 isolierte Standort nur in KwaZulu-Natal vorhanden. Sie wird in der Roten Liste der gefährdeten Pflanzenarten Südafrikas als „vulnerable“ = „gefährdet“ eingestuft.[3]
- Nerine platypetala McNeil: Es sind weniger als zehn Fundorte von Wakkerstroom bis Groenvlei an der Grenze der Provinzen KwaZulu-Natal und Mpumalanga vorhanden. Sie wird in der Roten Liste der gefährdeten Pflanzenarten Südafrikas als „vulnerable“ = „gefährdet“ eingestuft.[3]
- Nerine pudica Hook. f.: Sie kommt nur an zwei Fundorten in den Riviersonderend Bergen im Westkap vor. Sie blüht nur nach Buschbränden und deshalb gibt es nur wenige Herbarbelege. Sie wurde in der Roten Liste der gefährdeten Pflanzenarten Südafrikas als „Rare“ = „selten, aber nicht gefährdet“ bewertet.[3]
- Nerine pusilla Dinter: Sie kommt im östlichen und zentralen Namibia vor.[2]
- Nerine rehmannii (Baker) L.Bolus: Sie wird in der Roten Liste der gefährdeten Arten Südafrikas als „least concern“ = „nicht gefährdet“ eingestuft. Sie kommt im nördlichen Südafrika (Gauteng, Mpumalanga) und im Eswatini vor.[3][2]
- Nerine ridleyi E.Phillips: Sie gedeiht nur in größeren Höhenlagen von Koue Bokkeveld bis zu den Hex River Bergen im Westkap. Sie wurde in der Roten Liste der gefährdeten Pflanzenarten Südafrikas als „rare“ = „selten, aber nicht gefährdet“ bewertet.[3]
- Nerine sarniensis (L.) Herb. (Syn.: Nerine curvifolia (Jacq.) Herb., Nerine fothergillii (Poir.) M.Roem., Nerine venusta (Ker Gawl.) Herb.): Sie kommt nur im Westkap vor. Sie wird in der Roten Liste der gefährdeten Arten Südafrikas als „least concern“ = „nicht gefährdet“ eingestuft.[3] Sie ist in Frankreich, auf den Azoren und in Madeira ein Neophyt.[2]
- Nerine undulata (L.) Herb. (Syn.: Nerine alta W.F.Barker, Nerine flexuosa (Jacq.) Herb.): Sie kommt nur im Ostkap vor. Sie wird in der Roten Liste der gefährdeten Arten Südafrikas als „least concern“ = „nicht gefährdet“ eingestuft.[3]
- Nerine ×versicolor Herb. = Nerine sarniensis × Nerine undulata: Sie kommt in Südafrika vor.[2]

## Verwendung als Zierpflanze
Sorten einiger Arten werden als Zierpflanzen in Parks und Gärten verwendet.

## Geschichte der Zierpflanzen
Der erste Beleg für eine in Europa gezüchtete Guernseylilie, Nerine sarniensis, stammt aus dem Jahr 1630 aus Paris. Für die Guernseylilie Nerine sarniensis, einer um den Tafelberg bei Kapstadt endemischen Art, wurde Guernsey  zu einem Anbauzentrum.
Die bedeutendste Art wurde nach dieser Insel benannt: „Sarnia“ war der Name der Insel in der Zeit des Römischen Reichs. Anfang des 19. Jahrhunderts wurde der Export von Schnittblumen durch die örtlichen Pflanzenzüchter zu einem wichtigen Wirtschaftszweig auf Guernsey. Die Guernseylile war eine der ersten Arten, die nach London exportiert wurden. Da aber jährlich nur ein Teil der Zwiebeln blühten, blieb die Guernseylilie bald hinter der Gladiole und anderen Schnittblumen zurück.